# Пирсаидов, Кадыр Гамдуллаевич
Кадыр Гамдуллаевич (Гамсулаевич) Пирсаидов (5 мая 1937, Ахты, Ахтынский район, Дагестанская АССР, РСФСР, СССР — 1989) — советский борец и тренер по вольной борьбе, Заслуженный тренер СССР (22.02.1974). 

## Карьера
Вольной борьбой начинал заниматься в родном селе Ахты. Свой первый же турнир, который прошёл в Ахтынском районе, где стал победителем. После чего одерживал победы на первенствах Дагестана, всесоюзных турнирах. На тренерском помосте он добился больших успехов. Он был личным тренером одного из самых лучших борцов Дагестана и СССР Владимира Юмина. С 1975 по 1985 год являлся директором ШВСМ в Махачкале. В честь Кадыра Пирсаидова названа ДЮСШ в Дербенте. 

## Известные воспитанники
- Юмин, Владимир Сергеевич — Олимпийский чемпион;

## Личная жизнь
Уроженец села Ахты Ахтынского района ДАССР. По национальности — лезгин.  Сыновья Кадыра Пирсаидова: Тофик, Асеф и Низами — также занимались борьбой.